# Feiertage in der Türkei

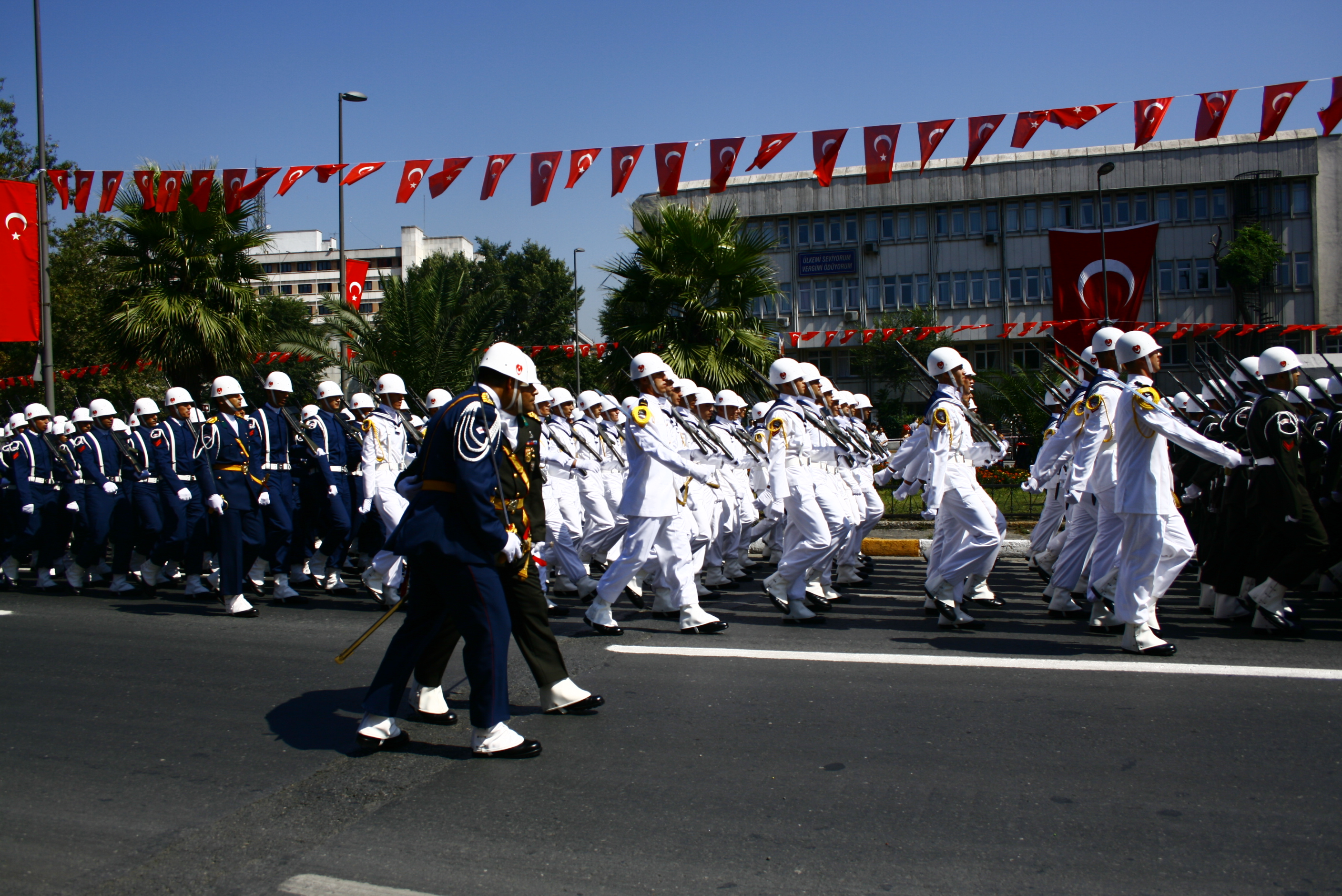
Parade am Tag des Sieges (Zafer Bayramı) in Istanbul.

Die Türkischen Feiertage (türkisch: Türk bayramları) sind Tage, an denen an wichtige Ereignisse auf nationaler Ebene erinnert wird und die gesellschaftlich-kulturell gefeiert werden.

## Nationale Feiertage
| Datum                        | Türkischer Name                         | Deutscher Name                                               | Anmerkungen |
| ---------------------------- | --------------------------------------- | ------------------------------------------------------------ | --- |
| 1. Januar                    | Yılbaşı                                 | Neujahr                                                      | Feier zum Anlass des ersten Tages des Jahres |
| 23. April                    | Ulusal Egemenlik ve Çocuk Bayramı       | Feiertag der Nationalen Souveränität und des Kindes          | Erinnerung an die Eröffnung der Nationalversammlung, Souveränität der Fundamente der Republik.                                                        |
| 1. Mai                       | Emek ve Dayanışma Günü                  | Tag der Arbeit und Solidarität (Erster Mai)                  | |
| 19. Mai                      | Atatürk´ü Anma, Gençlik ve Spor Bayramı | Feiertag des Gedenkens an Atatürk, der Jugend und des Sports | Erinnerung an Atatürks Ankunft in Samsun, Beginn des Befreiungskrieges                                                                                |
| 15. Juli                     | Demokrasi ve Milli Birlik Günü          | Tag der Demokratie und nationalen Einheit                    | Gedenktag für die Opfer des Putschversuches am 15. Juli 2016                                                                                          |
| 30. August                   | Zafer Bayramı                           | Tag des Sieges                                               | Erinnerung an den entscheidenden Sieg des „Başkomutanlık Meydan Savaşı“ im türkischen Befreiungskrieg                                                 |
| 29. Oktober                  | Cumhuriyet Bayramı                      | Feiertag der Republik                                        | Nationalfeiertag, Erinnerung an die Ausrufung der Republik durch Atatürk im Jahre 1923                                                                |
| 1. bis 3. Schawwal *         | Ramazan Bayramı                         | Fest des Fastenbrechens                                      | Abschluss des Fastenmonats Ramadan |
| 10. bis 13. Dhu l-hiddscha * | Kurban Bayramı                          | Opferfest                                                    | Höchster islamischer Feiertag, Gedenken an den Propheten Ibrahim, der bereit war, seinen Sohn Ismail an Allah zu opfern (siehe auch Opferung Isaaks). |

* Datum nach dem islamischen Kalender, das entsprechende Datum des Gregorianischen Kalenders ist in jedem Jahr ein anderes.
Bezogen auf den islamischen Kalender sind die Feiertage jedoch nicht beweglich.

### Feiertage nach dem Gregorianischen Kalender
| Jahr        | Fest des Fastenbrechens 1. bis 3. Sevval | Opferfest 10. bis 13. Dhu l-hiddscha |
| ----------- | ---------------------------------------- | ------------------------------------ |
| 2010 (1431) | 9. – 11. September                       | 16. – 19. November                   |
| 2011 (1432) | 30. August – 1. September                | 6. – 9. November                     |
| 2012 (1433) | 19. – 21. August                         | 26. – 29. Oktober                    |
| 2013 (1434) | 8. – 10. August                          | 15. – 18. Oktober                    |
| 2014 (1435) | 28. – 30. Juli                           | 4. – 7. Oktober                      |
| 2015 (1436) | 17. – 19. Juli                           | 24. – 27. September                  |
| 2016 (1437) | 5. Juli – 7. Juli                        | 12. – 15. September                  |

## Besonderheiten der nationalen Feiertage
Die nationalen Feiertage Ulusal Bayramlar wie der nationale Feiertag des Sieges oder der Tag der Republik werden in den Städten und kleineren Orten mit Militärparaden, Fackelzügen und Festen gefeiert. Ein Bestandteil der Festzüge sind die in Originaltrachten gekleideten Männer des alten türkischen Stammes der Zeybek, eines alttürkischen Stammes aus der Umgebung von İzmir. Eine besondere Bedeutung haben diese Feiertage auch für die Arbeiter und Händler, die nach dem offiziellen Teil auf den öffentlichen Plätzen der Stadtverwaltung ihre eigenen Veranstaltungen feiern und sich bis in die Nacht hinein bei Pauken- und Oboeklängen vergnügen. Jede türkische Stadt hat ihre eigenen Volkstänze, die manchmal von Tänzern der Gastgruppen aus den großen Städten wie Ankara oder Istanbul abgelöst werden. Die Volkstanzfeste sind eine interessante Art der Unterhaltung bei den nationalen Feiertagen und stärken den kulturellen Zusammenhalt. In manchen Städten und Ortschaften ist es auch üblich, an nationalen Feiertagen Ringkämpfe oder andere sportliche Wettkämpfe zu veranstalten, die nach dem offiziellen Teil der Feierlichkeiten auf den Wiesen der Umgebung stattfinden.

## Religiöse Feiertage
Religiöse Feiertage (türkisch Dînî Bayramlar) werden nach dem islamischen Mondkalender berechnet. Nach dem offiziellen gregorianischen Kalender fallen deshalb diese Feiertage nicht immer auf die gleichen Tage des Jahres. So werden zum Beispiel jedes Jahr der Fastenmonat Ramazan und „Kurban bayramı“ (Opferfest) mit einer Rückrechnung von zehn Tagen gefeiert, wodurch diese Feiertage im Laufe der Zeit zu unterschiedlichsten Jahreszeiten auftreten. Der „Ramazan bayramı“ (Fest des Fastenbrechens) wird auch „Şeker bayramı“ (Zuckerfest) genannt und nach dem Mondkalender in den ersten drei Tagen des 10. Monats des Mondkalenders (Monat Şevval) gefeiert, der „Kurban bayramı“ hingegen ab dem 10. Tag des 12. Monats (Monat Zilhicce) und währt vier Tage. Diese Feiertage werden in der Tradition des Volkes immer noch auf lebendige Weise aufrechterhalten.
Zum Zucker- und Opferfest werden von Freunden, Verwandten und Nachbarn Feiertagsbesuche abgestattet. Die Jungen erhalten Segensgebete von den Älteren, indem die Jungen die Hände der Älteren küssen. Eine weitere Tradition ist, dass den Kindern kleine Geschenke und Geld überreicht werden. Den Besuchern werden am Zuckerfest Bonbons und Schokolade angeboten. Am Opferfest dagegen werden nicht nur Bonbons, sondern auch Fleisch des geschlachteten Opfertieres angeboten. Dem Gelehrten al-Bīrūnī aus Chorasan zufolge, der im 10. Jahrhundert lebte, hängt das Anbieten von Bonbons an den Feiertagen damit zusammen, dass ein persischer König, an einem Nouruz-Tag den süßen Saft des Zuckerrohres entdeckt hat. Danach soll die Bonbonproduktion entstanden sein und sich verbreitet haben.
Das Opferfest vergeht in der Türkei im Vergleich zum Zuckerfest mit weniger Spaß und Vergnügen. Es bezieht sich auf die in der islamischen Religion sehr wichtige Geschichte des Propheten Ibrahim (Abraham im Alten Testament). In dem Moment, als der Sohn des Propheten geopfert werden sollte, stieg vom Himmel ein Widder herab mit dem Befehl Gottes, ihn anstelle seines Sohnes zu opfern.
Zwischen den Monaten Şevval und Zilhicce liegt der Monat Zilkade (11. Monat). Man glaubt daran, dass es kein Glück bringt, in diesem Monat zu heiraten. Der erste Tag des Opferfestes ist jener Tag, an dem in Mina (der Raststelle für Mekkapilger) bei Mekka die Opfertiere geschlachtet werden. Nach islamischem Glauben ist jeder wirtschaftlich wohlgestellte Diener Gottes dazu verpflichtet, ein Opfer zu bringen. Als Opfertiere werden Schafe, Rinder oder Kamele geschlachtet. Das zu opfernde Tier muss gesund und das weibliche Tier darf nicht trächtig sein.
Es gibt einige Traditionen, die bei der Überbringung befolgt werden müssen. Einige davon sind auf den Islam zurückzuführen, wovon wiederum einige länder- oder regionsspezifische Traditionen sind. Beispielsweise ist es in einigen Gebieten der Türkei Brauch, dass die zu opfernden Schafsböcke zuvor gewaschen, mit Henna bestrichen und mit Engelshaar und Bändern verziert werden. Das Bestreichen mit Henna ist in der Türkei ein sehr alter Brauch, der auch im Judentum zu beobachten ist. Das Verzieren mit Engelshaar und Bändern ist dagegen ein Brauch, der in manchen Regionen der türkischen Stämme vorkommt. Ein Drittel des Opferfleisches verbleibt im Haus, ein weiteres Drittel wird an Nachbarn und das letzte an die bedürftigen Verwandten und an Arme verteilt.
Ein gemeinsames Merkmal des Zucker- und Opferfestes ist, dass gesellschaftliche Vergnügungen organisiert werden. Besonders in den Städten und Ortschaften treffen sich die Kinder und Jugendlichen an den Stellen, an denen die Opfertiere geschlachtet werden. Diese Orte fungieren zu diesen Zeiten als eine Art Messegelände.
Als Zuckerfest werden jene Feiertage bezeichnet, die nach der Beendigung einer einmonatigen Fastenzeit abgehalten werden. In diesem Monat Ramadan sind einige Gebräuche und Traditionen von Bedeutung. Früher warteten die Fastenden, besonders im Sommer, wenn die Nächte kurz waren, ohne zu schlafen auf die Morgenstunden, um die sahur-Mahlzeit, das Frühstück vor Tagesanbruch in der Fastenzeit, zu sich zu nehmen. Somit wurde die Zeit nach dem gemeinsamen nächtlichen Gebet bis zum Fastenbrechen in den Morgenstunden mit Vergnügungen verbracht. In den Nächten der Fastenzeit gab es Theatervorführungen wie „Karagöz“ und „Ortaoyun“. In den Städten und Ortschaften im Landesinneren unterscheiden sich die Versammlungen zu Hause und in den Kaffeehäusern, in denen Volkslieddichter auftreten. Neben den Volksliedern erzählen die Volkslieddichter Aşık, oft mehrere Nächte andauernde Volkserzählungen.

## Heilige Tage und Nächte
Heilige Tage und Nächte, ähnlich wie im Christentum der Heilige Abend, existieren auch im Islam. An diesen Tagen werden die Minarette der Moscheen beleuchtet; in der Nacht wird gebetet. Da man früher für die Beleuchtung „kandil“ (Ölampeln, von griech. kandíli, καντήλι oder κανδήλι, aus lat. candela) verwendete, bezeichnet man die heiligen Feierlichkeiten als Kandil. Diese sind:
| Mevlid-i Şerif | Geburtstag des Propheten                              | مولد النبي maulid an-nabiy                                         |
| Regaip Kandili | Nacht der Wünsche, Nacht der Empfängnis des Propheten | ليلة الرغائب laylat ar-raġāʾib                                     |
| Miraç Kandili  | Himmelsreise                                          | ليلة المعراج laylat al-miʿrāǧ                                      |
| Berat Kandili  | Nacht der Vergebung                                   | ليلة البراءة laylat al-barāʾa und ليلة نصف شعبان layla niṣf šaʿbān |

## Kommunale und andere Feiertage
In der Türkei existieren neben den zahlreichen nationalen und religiösen Feiertagen noch viele andere, welche sich manchmal nur auf eine bestimmte Kommune oder Berufsgruppe beschränken. Einige davon sind:
- Tag der Lehrer
- Befreiungstag von İzmir
- Erntedanktag
- Woche der Bibliotheken
- Befreiungstag Eskişehir
- Befreiungstag Urfa